# 圣朱利亚诺-泰尔梅
圣朱利亚诺-泰尔梅（義大利語：San Giuliano Terme），是意大利托斯卡纳大区比萨省的一个市镇。总面积91.71平方公里，人口31621人，人口密度344.8人/平方公里（2009年）。ISTAT代码为050031。